# James Woods (ski acrobatique)
Pour les articles homonymes, voir James Woods et Woods.
James Woods, né le 19 janvier 1992 à Sheffield, est un skieur acrobatique britannique spécialiste du slopestyle. En 2013, il devient vice-champion du monde de slopestyle derrière l'américain Thomas Wallisch. En 2019, Il remporte le titre de champion du monde de la discipline à Park City (États-Unis).

## Palmarès

### Jeux olympiques
- Sotchi 2014  : 5e.
- Pyeongchang 2018  : 4e.

### Championnats du monde
| Édition/Discipline             | slopestyle | half-pipe |
| Mondiaux 2011 à Deer Valley    | 8e         | 19e       |
| Mondiaux 2013 à Voss-Myrkdalen | 2e         | -         |
| Mondiaux 2017 à Sierra Nevada  | 3e         | -         |
| Mondiaux 2019 à Park City      | 1re        | -         |

### Coupe du monde
- Meilleur classement général : 11e en 2013.
- 1 petit globe de cristal :
  - Vainqueur du classement slopestyle en 2013.
- 7 podiums dont 4 victoires.

#### Détails des victoires
| Édition / Épreuve | Slopestyle                             |
| 2013              | Cerro Castor (Ushuaia) Copper Mountain |
| 2016              | Cardrona                               |
| 2018              | Cardrona                               |

### Winter X Games
- Médaille de bronze du slopestyle en 2011 à Tignes (Winter X Games Europe)[2]
- Médaille de bronze du slopestyle en 2013 à Aspen[3]